# 舒格克里克鎮區 (印第安納州維哥縣)
舒格克里克鎮區（英語：Sugar Creek Township）是位於美國印第安納州維哥縣的一個行政鎮區。

## 地方資料
根據2010年美國人口普查的數據，舒格克里克鎮區的面積為118.50平方千米，當中陸地面積為114.40平方千米，而水域面積為4.10平方千米。當地共有人口7153人，而人口密度為每平方千米60.36人。